# アムシェル・マイアー・フォン・ロートシルト

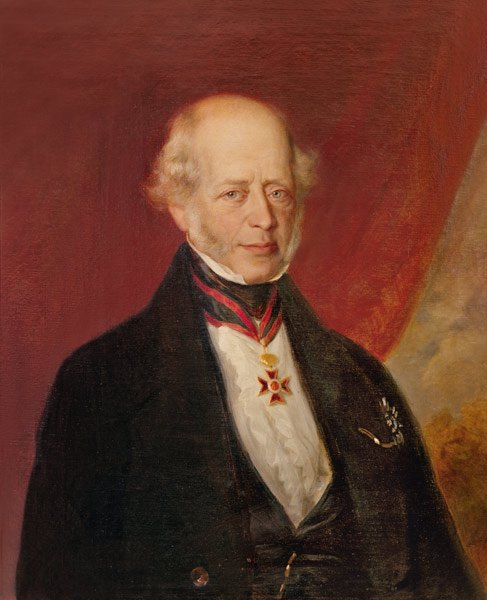
アムシェル・マイアー・フォン・ロートシルト

アムシェル・マイアー・フォン・ロートシルト男爵（ドイツ語: Amschel Mayer Freiherr von Rothschild、1773年6月12日 - 1855年12月6日）は、ドイツの銀行家。
ロートシルト家（英語読みでロスチャイルド家）の祖マイアー・アムシェル・ロートシルトの長男であり、フランクフルトにおけるロートシルト財閥を継承した。

## 経歴
1773年6月12日、マイアー・アムシェル・ロートシルトの長男として神聖ローマ帝国帝国自由都市フランクフルトのゲットーに生まれる。
父マイアーはヘッセン＝カッセル方伯ヴィルヘルム9世（後のヘッセン選帝侯ヴィルヘルム1世）の御用商人だった。アムシェルは若い頃から仕事を手伝い、長弟ザーロモンとともにヴィルヘルムの居城ヴィルヘルムスヘーエ城に詰め、より多くの手形割引の仕事をロートシルト家に回してもらえるよう尽力した。その結果ロートシルト家は1789年に大銀行と名前を並べる形でヘッセン＝カッセル方伯家の正式な金融機関に指名された。1800年にはザーロモンとともに正式に父のパートナーとなる。
1804年1月17日、帝国郵便がもつレーゲンスブルク宮殿の要員を兄弟でただ一人任された。
1806年にナポレオン率いるフランス軍がプロイセン侵攻のついでにヘッセン選帝侯国やフランフルトにも侵攻してきて占領した。大陸諸国を従わせたナポレオンは、唯一抵抗を続けるイギリスを経済的に締めつけようと大陸封鎖令を出したが、ロンドンで事業を行う次弟ネイサンはこれを利用して大陸にイギリス商品を密輸し、アムシェルらがこれを受け取って大陸各地で売りさばいて利益をあげた。またロートシルト家は亡命したヴィルヘルム1世からその債権を秘密裏に管理することを委ねられていたので、父とともに選帝侯の債権回収に走り回った。
1812年9月に父が死去すると、アムシェルは、ロートシルト家の家長の座とフランクフルト・アム・マインの銀行を継いだ。彼の4人の弟はそれぞれウィーン、ロンドン、ナポリ、パリで銀行を興した。
ナポレオン失脚後のウィーン体制でもしっかり足場を確保したアムシェルはドイツ諸侯の求めに応じて融資を行った。かつての主家ヘッセン選帝侯家も今やロートシルト家の融資を受ける立場となり、お金の流れは逆転した。1822年にはオーストリアのハプスブルク家よりロートシルト5兄弟とその子孫全員に男爵位が授与された。
アムシェルも他の兄弟と同様にライバル銀行を圧倒してロートシルト銀行帝国の版図を広げることに貢献したものの、弟たちの大成功に比べると地味な成功に留まり、経済面でのアムシェルの影は薄くなっていった。しかし彼にはロートシルト家の家長として、各国の君主に慶弔を述べたり、スポークスマンを務めるなどの役割があり、それを通じて弟たちの成功を盛りたてた。とりわけ1840年代以降には政財界大物を招いたパーティを頻繁に開くようになった。パーティーには反ユダヤ主義的な政治家も積極的に招き、ドイツ各国がユダヤ人への差別的取り扱いを撤廃するよう尽力した。
1855年12月6日に死去した。アムシェルには子がいなかったため、アムシェルの財産は四分割され、パリの末弟ジェームズ、オーストリアの長弟ザーロモンの子アンゼルム、ロンドンの次弟ネイサンの四人の子、ナポリの三弟カールの三人の子がそれぞれ相続した。事業はカールの子マイアー・カールとヴィルヘルム・カールが引き継いだ。

## 人物
ロートシルト家5兄弟の中では最もユダヤ教への信仰心が篤く、弟たちがしばしばユダヤ教の戒律をないがしろにすることに立腹していた。そのたびに弟たちを叱り付けては信仰心に揺るぎないことを誓わせた。
慧眼のある人物であり、晩年の1851年にフランクフルトで開かれたドイツ連邦議会にオットー・フォン・ビスマルクが新任のプロイセン公使として派遣されてくるとすぐに彼の才能に目を付けたという。ビスマルクはアムシェルと会見したが、それについて妻に次のように書いている。「男爵は本当に古いユダヤ行商人で、それを隠そうとしないので、私は好きだ。彼は厳しく正統を墨守する人でユダヤ料理以外の食事に手を触れることも断る。とても背が低く、痩せている。子供は無く、家では寂しそうな人である」。
ロートシルト家五兄弟の中で子供を作れなかったのは彼のみであり、彼はそのことをずっと思い悩んでいた。祈祷と善行に励み、巨額の寄付を行った。乞食がお金を乞う手紙を屋敷の中に放り込むたびに金貨を一杯に入れた袋を投げ返していたという。
反ユダヤ主義の暴徒に邸宅を取り囲まれることも多かったが、その時にはバルコニーに姿を見せて「私の親しい友人諸君。君たちはお金持ちのユダヤ人からお金をもらいたいのだろう」と言って、暴徒たちにお金をばらまいた。暴徒たちはお金を手に入れると機嫌良く帰っていったという。